# Pompierre-sur-Doubs
Pompierre-sur-Doubs település Franciaországban, Doubs megyében. Lakosainak száma 298 fő (2022. január 1.). Pompierre-sur-Doubs Mancenans, Fontaine-lès-Clerval, Rang, Saint-Georges-Armont, Soye és Pays-de-Clerval községekkel határos.

## Népesség
A település népességének változása:
| Lakosok száma | 303  | 258  | 244  | 312  | 299  | 304  | 307  | 304  | 302  | 298  |
|               | 1968 | 1982 | 1990 | 2006 | 2013 | 2015 | 2017 | 2019 | 2020 | 2022 |